# Lezhë (stad)
Lezhë ([lɛʒ(ə)]; bepaalde vorm: Lezha; Italiaans: Alessio; Servisch: Љеш, Lješ; Turks: Leş; Latijn: Lissus) is een stad (bashki) in het noordwesten van Albanië. De stad ligt 50 kilometer ten noorden van Tirana en is de hoofdstad van de prefectuur Lezhë.
De stad ligt aan een kleine zijarm van de rivier de Drin, niet ver van haar monding in de Adriatische Zee. Ze is voornamelijk bekend vanwege de nationale volksheld Skanderbeg, die er begraven ligt. Met haar 66.000 inwoners is Lezhë de tiende grootste stad (bashki) van het land.

## Bestuurlijke indeling
Administratieve componenten (njësitë administrative përbërëse) na de gemeentelijke herinrichting van 2015 (inwoners tijdens de census 2011 tussen haakjes):
Balldren (6142) • Blinisht (3361) • Dajç (3834) • Kallmet (4118) • Kolsh (4228) • Lezhë (15510) • Shëngjin (8091) • Shënkoll (13102) • Ungrej (1587) • Zejmen (5660).
De stad wordt verder ingedeeld in 67 plaatsen: Alk, Balldren i Ri, Balldren, Baqel, Barbullojë e Re, Barbullojë, Berzane, Blinisht, Dajç, Dragush, Fishtë, Fregen, Gajush, Gjadër, Gjash, Gjobardhaj, Gocaj, Gramsh, Grykë, Grykë-Lumi, Ishull - Lezhë, Ishull-Shëngjin, Kacinar, Kalivaç, Kallmet i Madh, Kallmet i Vogël, Kaluer, Kashnjet, Kodër Mulliri, Kodhel, Koljakaj, Kolsh, Kotërr, Krajnë, Lalm Lukaj, Lalm, Lezhë, Mabë, Malecaj, Mali-Kakariq, Mali-Rencit, Mali-Shëngjin, Manati, Markatomaj, Mërqi, Patalej, Piraj, Pllanë, Pruell, Qëndër-Kakariq, Ras-Butë, Rilë, Rraboshtë, Shëngjin, Shënkoll, Spiten, Sukaxhi, Tale 1, Tale 2, Torovicë, Tresh, Troshan, Ungrej, Velë, Zejmen, Zinaj, Zojs.

## Geschiedenis

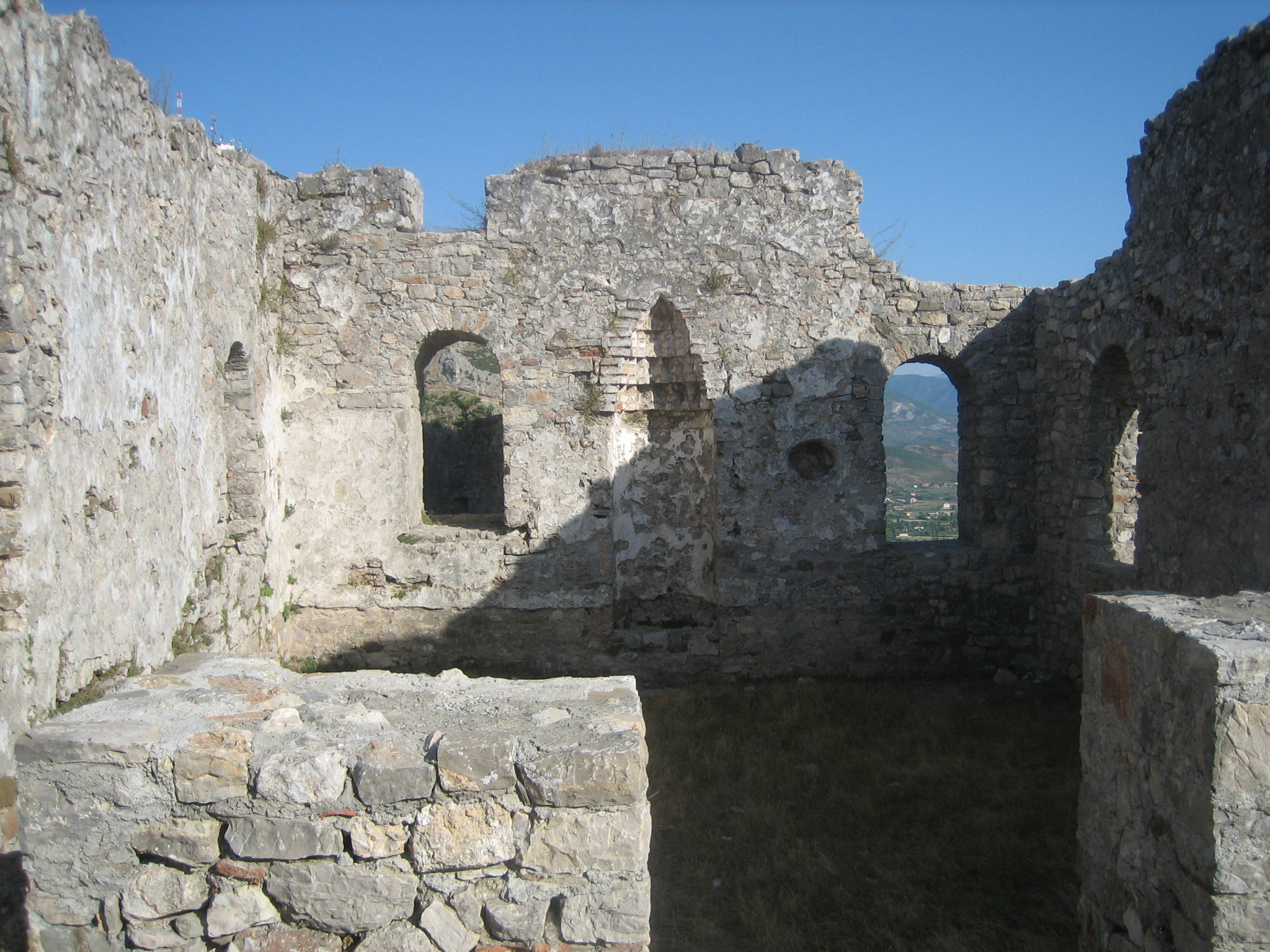
Interieur van de burcht van Lezhë

De geschiedenis van Lezhë gaat terug tot de oudheid. De eerste sporen van bewoning van de akropolis dateren uit de 8e eeuw v.Chr., en volgens geschiedschrijver Diodoros van Sicilië werd Lezhë in 385 voor Christus door Dionysius I van Syracuse als Griekse kolonie gesticht. Of de stad daarvoor onder de Illyriërs al bestond of niet, heeft archeologisch onderzoek nog niet kunnen uitwijzen. In het Hellenistische tijdperk werd Lezhë een sterke stad, mede dankzij haar gunstige ligging aan twee handelsroutes en zijn haven. In 168 v.Chr. werd Lezhë veroverd door de Romeinen, en viel het onder de provincie Macedonia onder de naam Lissus. Na de splitsing van het Romeinse Rijk viel de stad onder het Byzantijnse Rijk.
Tot het jaar 1343 bleef Lezhë zijn positie als handelsstad van Oost en West behouden, totdat het veroverd werd door Stefan Dušan van Servië. Na diens dood en diverse machtswissels werd de stad uiteindelijk afgestaan aan Republiek Venetië, waar het het centrum van zouthandel met Servië werd.
In 1444 verenigde Skanderbeg de Albanese prinsen in Lezhë in de strijd tegen de Turken in de Liga van Lezhë. Na Skanderbegs dood in 1468 werd hij er begraven in de Selimiye-moskee (Sint-Niklaaskathedraal).
In 1478 veroverden de Turken al plunderend de stad en vernietigden ze het graf van Skanderbeg. In 1501 heroverden de Venetianen de stad, en in 1506 werd de stad definitief Turks gebied, wat het nog zo'n 400 jaar zou blijven. Aan het eind van de 16e eeuw was de meerderheid van Lezhë moslim, en de stad verloor net zoals Shëngjin zijn positie als haven en handelsplaats aan de nabijgelegen stad Shkodër.

## Toerisme en bezienswaardigheden

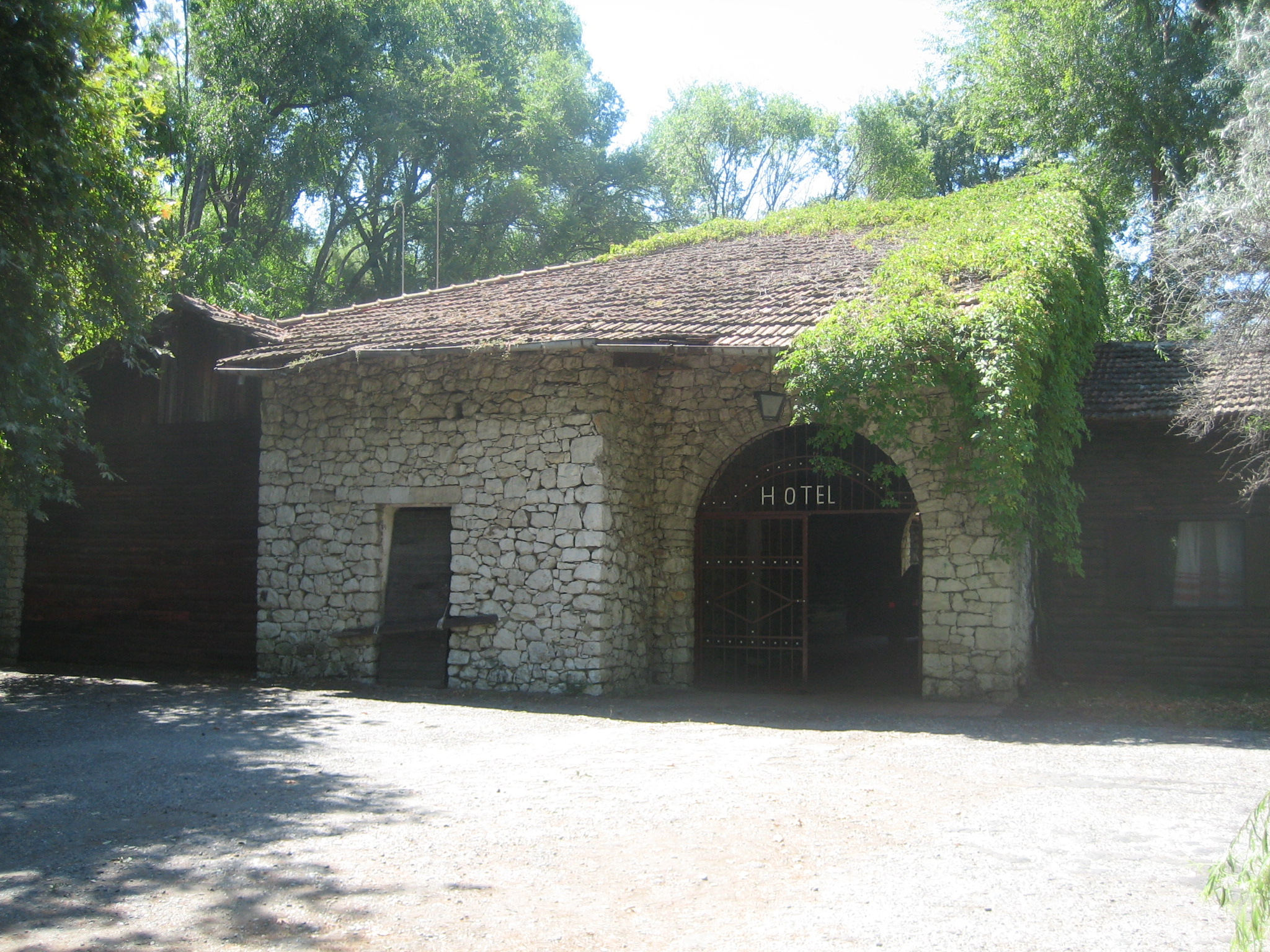
Het Hoteli i Gjuetisë te Ishull i Lezhës

De belangrijkste bezienswaardigheden van Lezhë zijn het mausoleum van Skanderbeg rond de middeleeuwse vernietigde Sint-Niklaaskathedraal aan het plein Sheshi Gjergj Kastrioti en de gedenkplaat ter ere van de Liga van Lezhë op het centrale Sheshi Besëlidhja. Boven de stad torent het Kasteel van Lezhë uit, met resten uit antieke en Osmaanse tijd. Hiervandaan heeft men ook een goed uitzicht op de kust van de Adriatische Zee en de stad. In de stad en op de flank van de heuvel zijn hier en daar resten van Illyrische versterkingen zichtbaar. In 2012 werd een autoweg afgewerkt die het stadscentrum met de top van de heuvel verbindt, en de toegang tot de burcht veel eenvoudiger maakt.
Nabij Lezhë ligt ook het natuurreservaat Kune-Vain, dat met zijn brakwaterlagunen, bossen en stranden 135 vogel- en 58 vissoorten telt en populair is bij vogelspotters. In de buurt ligt de populaire badplaats Shëngjin en het dorpje Ishull i Lezhës, dat gedeeltelijk op het grondgebied van Lezhë ligt en vooral bekend is vanwege het Hoteli i Gjuetisë, de voormalige jachthut van de Italiaanse fascistische minister van Buitenlandse Zaken en schoonzoon van Benito Mussolini Galeazzo Ciano.

## Vervoer
Er gaan verscheidene snelwegen langs Lezhë die van het midden naar het noordwesten van Albanië gaan: sinds enkele jaren de snelweg van Tirana naar Shkodër die met een tunnel onder de Drin doorloopt (de E762).

## Sport
Voetbalclub Besëlidhja Lezhë speelde even in de Kategoria Superiore, de hoogste klasse in het nationaal Albanees voetbal, maar degradeerde na afloop van het seizoen 2007-2008 opnieuw naar de Kategoria e Parë.

## Geboren
- Eldorjan Hamiti (1983), voetbalscheidsrechter

## Zustersteden
- Campobasso (Italië)